# Partito della Costituzione (Estonia)
Il Partito della Costituzione (in estone: Konstitutsioonierakond) è stato un partito politico estone fondato nel 1994 con l'obiettivo di tutelare la minoranza russa in Estonia. Inizialmente designato Partito Popolare Unito Estone (Eestimaa Ühendatud Rahvapartei), è stato ridenominato nel 2006.
Nel 2008 è confluito, assieme al Partito della Sinistra Estone, nel Partito della Sinistra Unita Estone.

## Risultati elettorali
| Elezione          | Voti   | %    | Seggi   |
| ----------------- | ------ | ---- | ------- |
| Parlamentari 1995 | 31.763 | 5,87 | 6 / 101 |
| Parlamentari 1999 | 29.682 | 6,13 | 6 / 101 |
| Parlamentari 2003 | 11.113 | 2,24 | 0 / 101 |
| Parlamentari 2007 | 5.464  | 0,99 | 0 / 101 |
| 1.                |        |      |         |